# Copa Davis 2009
La Copa Davis 2009 corresponde a la 98.ª edición del torneo de tenis masculino más importante por naciones. Dieciséis equipos participaron en el Grupo Mundial y más de cien en los diferentes grupos regionales.

## Movilidad entre grupos: 2008 a 2009
| Categoría | Categoría    | Grupos | Grupos | Grupos | Grupos | Grupos | Grupos | Grupos | Grupos | Grupos | Grupos | Grupos | Grupos | Grupos | Grupos | Grupos | Grupos | Grupos | Grupos |
| --------- | ------------ | --- | --- | --- | --- | --- | --- | --- | --- | --- | --- | --- | --- | --- | --- | --- | --- | --- | --- |
| 1.º       | 1.º          | Mundial 16 equipos \| Alemania \| Argentina \| Austria \| Chile \| Croacia \| España \| Estados Unidos \| Francia \| \| Israel \| Países Bajos \| Rep. Checa \| Rumania \| Rusia \| Serbia \| Suecia \| Suiza \| \| -------- \| ------------ \| ---------- \| ------- \| ------- \| ------ \| -------------- \| ------- \| | Mundial 16 equipos \| Alemania \| Argentina \| Austria \| Chile \| Croacia \| España \| Estados Unidos \| Francia \| \| Israel \| Países Bajos \| Rep. Checa \| Rumania \| Rusia \| Serbia \| Suecia \| Suiza \| \| -------- \| ------------ \| ---------- \| ------- \| ------- \| ------ \| -------------- \| ------- \| | Mundial 16 equipos \| Alemania \| Argentina \| Austria \| Chile \| Croacia \| España \| Estados Unidos \| Francia \| \| Israel \| Países Bajos \| Rep. Checa \| Rumania \| Rusia \| Serbia \| Suecia \| Suiza \| \| -------- \| ------------ \| ---------- \| ------- \| ------- \| ------ \| -------------- \| ------- \| | Mundial 16 equipos \| Alemania \| Argentina \| Austria \| Chile \| Croacia \| España \| Estados Unidos \| Francia \| \| Israel \| Países Bajos \| Rep. Checa \| Rumania \| Rusia \| Serbia \| Suecia \| Suiza \| \| -------- \| ------------ \| ---------- \| ------- \| ------- \| ------ \| -------------- \| ------- \| | Mundial 16 equipos \| Alemania \| Argentina \| Austria \| Chile \| Croacia \| España \| Estados Unidos \| Francia \| \| Israel \| Países Bajos \| Rep. Checa \| Rumania \| Rusia \| Serbia \| Suecia \| Suiza \| \| -------- \| ------------ \| ---------- \| ------- \| ------- \| ------ \| -------------- \| ------- \| | Mundial 16 equipos \| Alemania \| Argentina \| Austria \| Chile \| Croacia \| España \| Estados Unidos \| Francia \| \| Israel \| Países Bajos \| Rep. Checa \| Rumania \| Rusia \| Serbia \| Suecia \| Suiza \| \| -------- \| ------------ \| ---------- \| ------- \| ------- \| ------ \| -------------- \| ------- \| | Mundial 16 equipos \| Alemania \| Argentina \| Austria \| Chile \| Croacia \| España \| Estados Unidos \| Francia \| \| Israel \| Países Bajos \| Rep. Checa \| Rumania \| Rusia \| Serbia \| Suecia \| Suiza \| \| -------- \| ------------ \| ---------- \| ------- \| ------- \| ------ \| -------------- \| ------- \| | Mundial 16 equipos \| Alemania \| Argentina \| Austria \| Chile \| Croacia \| España \| Estados Unidos \| Francia \| \| Israel \| Países Bajos \| Rep. Checa \| Rumania \| Rusia \| Serbia \| Suecia \| Suiza \| \| -------- \| ------------ \| ---------- \| ------- \| ------- \| ------ \| -------------- \| ------- \| | Mundial 16 equipos \| Alemania \| Argentina \| Austria \| Chile \| Croacia \| España \| Estados Unidos \| Francia \| \| Israel \| Países Bajos \| Rep. Checa \| Rumania \| Rusia \| Serbia \| Suecia \| Suiza \| \| -------- \| ------------ \| ---------- \| ------- \| ------- \| ------ \| -------------- \| ------- \| | Mundial 16 equipos \| Alemania \| Argentina \| Austria \| Chile \| Croacia \| España \| Estados Unidos \| Francia \| \| Israel \| Países Bajos \| Rep. Checa \| Rumania \| Rusia \| Serbia \| Suecia \| Suiza \| \| -------- \| ------------ \| ---------- \| ------- \| ------- \| ------ \| -------------- \| ------- \| | Mundial 16 equipos \| Alemania \| Argentina \| Austria \| Chile \| Croacia \| España \| Estados Unidos \| Francia \| \| Israel \| Países Bajos \| Rep. Checa \| Rumania \| Rusia \| Serbia \| Suecia \| Suiza \| \| -------- \| ------------ \| ---------- \| ------- \| ------- \| ------ \| -------------- \| ------- \| | Mundial 16 equipos \| Alemania \| Argentina \| Austria \| Chile \| Croacia \| España \| Estados Unidos \| Francia \| \| Israel \| Países Bajos \| Rep. Checa \| Rumania \| Rusia \| Serbia \| Suecia \| Suiza \| \| -------- \| ------------ \| ---------- \| ------- \| ------- \| ------ \| -------------- \| ------- \| | Mundial 16 equipos \| Alemania \| Argentina \| Austria \| Chile \| Croacia \| España \| Estados Unidos \| Francia \| \| Israel \| Países Bajos \| Rep. Checa \| Rumania \| Rusia \| Serbia \| Suecia \| Suiza \| \| -------- \| ------------ \| ---------- \| ------- \| ------- \| ------ \| -------------- \| ------- \| | Mundial 16 equipos \| Alemania \| Argentina \| Austria \| Chile \| Croacia \| España \| Estados Unidos \| Francia \| \| Israel \| Países Bajos \| Rep. Checa \| Rumania \| Rusia \| Serbia \| Suecia \| Suiza \| \| -------- \| ------------ \| ---------- \| ------- \| ------- \| ------ \| -------------- \| ------- \| | Mundial 16 equipos \| Alemania \| Argentina \| Austria \| Chile \| Croacia \| España \| Estados Unidos \| Francia \| \| Israel \| Países Bajos \| Rep. Checa \| Rumania \| Rusia \| Serbia \| Suecia \| Suiza \| \| -------- \| ------------ \| ---------- \| ------- \| ------- \| ------ \| -------------- \| ------- \| | Mundial 16 equipos \| Alemania \| Argentina \| Austria \| Chile \| Croacia \| España \| Estados Unidos \| Francia \| \| Israel \| Países Bajos \| Rep. Checa \| Rumania \| Rusia \| Serbia \| Suecia \| Suiza \| \| -------- \| ------------ \| ---------- \| ------- \| ------- \| ------ \| -------------- \| ------- \| | Mundial 16 equipos \| Alemania \| Argentina \| Austria \| Chile \| Croacia \| España \| Estados Unidos \| Francia \| \| Israel \| Países Bajos \| Rep. Checa \| Rumania \| Rusia \| Serbia \| Suecia \| Suiza \| \| -------- \| ------------ \| ---------- \| ------- \| ------- \| ------ \| -------------- \| ------- \| | Mundial 16 equipos \| Alemania \| Argentina \| Austria \| Chile \| Croacia \| España \| Estados Unidos \| Francia \| \| Israel \| Países Bajos \| Rep. Checa \| Rumania \| Rusia \| Serbia \| Suecia \| Suiza \| \| -------- \| ------------ \| ---------- \| ------- \| ------- \| ------ \| -------------- \| ------- \| |
| 2.º       | 2.º          | Zona de Europa y África 1 9 equipos Bélgica Bielorrusia Eslovaquia Italia Macedonia Polonia Reino Unido Sudáfrica Ucrania | Zona de Europa y África 1 9 equipos Bélgica Bielorrusia Eslovaquia Italia Macedonia Polonia Reino Unido Sudáfrica Ucrania | Zona de Europa y África 1 9 equipos Bélgica Bielorrusia Eslovaquia Italia Macedonia Polonia Reino Unido Sudáfrica Ucrania | Zona de Europa y África 1 9 equipos Bélgica Bielorrusia Eslovaquia Italia Macedonia Polonia Reino Unido Sudáfrica Ucrania | Zona de Europa y África 1 9 equipos Bélgica Bielorrusia Eslovaquia Italia Macedonia Polonia Reino Unido Sudáfrica Ucrania | Zona de Europa y África 1 9 equipos Bélgica Bielorrusia Eslovaquia Italia Macedonia Polonia Reino Unido Sudáfrica Ucrania | Zona de Asia y Oceanía 1 9 equipos Australia China China Taipéi Corea del Sur India Japón Kazajistán Tailandia Uzbekistán | Zona de Asia y Oceanía 1 9 equipos Australia China China Taipéi Corea del Sur India Japón Kazajistán Tailandia Uzbekistán | Zona de Asia y Oceanía 1 9 equipos Australia China China Taipéi Corea del Sur India Japón Kazajistán Tailandia Uzbekistán | Zona de Asia y Oceanía 1 9 equipos Australia China China Taipéi Corea del Sur India Japón Kazajistán Tailandia Uzbekistán | Zona de Asia y Oceanía 1 9 equipos Australia China China Taipéi Corea del Sur India Japón Kazajistán Tailandia Uzbekistán | Zona de Asia y Oceanía 1 9 equipos Australia China China Taipéi Corea del Sur India Japón Kazajistán Tailandia Uzbekistán | Zona de América 1 6 equipos Brasil Canadá Colombia Ecuador Perú Uruguay | Zona de América 1 6 equipos Brasil Canadá Colombia Ecuador Perú Uruguay | Zona de América 1 6 equipos Brasil Canadá Colombia Ecuador Perú Uruguay | Zona de América 1 6 equipos Brasil Canadá Colombia Ecuador Perú Uruguay | Zona de América 1 6 equipos Brasil Canadá Colombia Ecuador Perú Uruguay | Zona de América 1 6 equipos Brasil Canadá Colombia Ecuador Perú Uruguay |
| 3.º       | 3.º          | Zona de Europa y África 2 16 equipos Argelia Bulgaria Chipre Dinamarca Egipto Eslovenia Finlandia Georgia Hungría Irlanda Letonia Lituania Moldavia Mónaco Montenegro Portugal | Zona de Europa y África 2 16 equipos Argelia Bulgaria Chipre Dinamarca Egipto Eslovenia Finlandia Georgia Hungría Irlanda Letonia Lituania Moldavia Mónaco Montenegro Portugal | Zona de Europa y África 2 16 equipos Argelia Bulgaria Chipre Dinamarca Egipto Eslovenia Finlandia Georgia Hungría Irlanda Letonia Lituania Moldavia Mónaco Montenegro Portugal | Zona de Europa y África 2 16 equipos Argelia Bulgaria Chipre Dinamarca Egipto Eslovenia Finlandia Georgia Hungría Irlanda Letonia Lituania Moldavia Mónaco Montenegro Portugal | Zona de Europa y África 2 16 equipos Argelia Bulgaria Chipre Dinamarca Egipto Eslovenia Finlandia Georgia Hungría Irlanda Letonia Lituania Moldavia Mónaco Montenegro Portugal | Zona de Europa y África 2 16 equipos Argelia Bulgaria Chipre Dinamarca Egipto Eslovenia Finlandia Georgia Hungría Irlanda Letonia Lituania Moldavia Mónaco Montenegro Portugal | Zona de Asia y Oceanía 2 8 equipos Filipinas Hong Kong Indonesia Kuwait Malasia Nueva Zelanda Omán Pakistán | Zona de Asia y Oceanía 2 8 equipos Filipinas Hong Kong Indonesia Kuwait Malasia Nueva Zelanda Omán Pakistán | Zona de Asia y Oceanía 2 8 equipos Filipinas Hong Kong Indonesia Kuwait Malasia Nueva Zelanda Omán Pakistán | Zona de Asia y Oceanía 2 8 equipos Filipinas Hong Kong Indonesia Kuwait Malasia Nueva Zelanda Omán Pakistán | Zona de Asia y Oceanía 2 8 equipos Filipinas Hong Kong Indonesia Kuwait Malasia Nueva Zelanda Omán Pakistán | Zona de Asia y Oceanía 2 8 equipos Filipinas Hong Kong Indonesia Kuwait Malasia Nueva Zelanda Omán Pakistán | Zona de América 2 8 equipos Antillas Neerlandesas Bahamas Guatemala Jamaica México Paraguay Rep. Dominicana Venezuela | Zona de América 2 8 equipos Antillas Neerlandesas Bahamas Guatemala Jamaica México Paraguay Rep. Dominicana Venezuela | Zona de América 2 8 equipos Antillas Neerlandesas Bahamas Guatemala Jamaica México Paraguay Rep. Dominicana Venezuela | Zona de América 2 8 equipos Antillas Neerlandesas Bahamas Guatemala Jamaica México Paraguay Rep. Dominicana Venezuela | Zona de América 2 8 equipos Antillas Neerlandesas Bahamas Guatemala Jamaica México Paraguay Rep. Dominicana Venezuela | Zona de América 2 8 equipos Antillas Neerlandesas Bahamas Guatemala Jamaica México Paraguay Rep. Dominicana Venezuela |
| 4.º       | 4.º          | Zona de Europa y África 3 16 equipos Andorra Bosnia y Herzegovina Botsuana Estonia Grecia Islandia Luxemburgo Madagascar Marruecos Namibia Nigeria Noruega Ruanda San Marino Túnez Turquía | Zona de Europa y África 3 16 equipos Andorra Bosnia y Herzegovina Botsuana Estonia Grecia Islandia Luxemburgo Madagascar Marruecos Namibia Nigeria Noruega Ruanda San Marino Túnez Turquía | Zona de Europa y África 3 16 equipos Andorra Bosnia y Herzegovina Botsuana Estonia Grecia Islandia Luxemburgo Madagascar Marruecos Namibia Nigeria Noruega Ruanda San Marino Túnez Turquía | Zona de Europa y África 3 16 equipos Andorra Bosnia y Herzegovina Botsuana Estonia Grecia Islandia Luxemburgo Madagascar Marruecos Namibia Nigeria Noruega Ruanda San Marino Túnez Turquía | Zona de Europa y África 3 16 equipos Andorra Bosnia y Herzegovina Botsuana Estonia Grecia Islandia Luxemburgo Madagascar Marruecos Namibia Nigeria Noruega Ruanda San Marino Túnez Turquía | Zona de Europa y África 3 16 equipos Andorra Bosnia y Herzegovina Botsuana Estonia Grecia Islandia Luxemburgo Madagascar Marruecos Namibia Nigeria Noruega Ruanda San Marino Túnez Turquía | Zona de Asia y Oceanía 3 8 equipos Arabia Saudí Irán Líbano Océano Pacífico Singapur Siria Sri Lanka Tayikistán | Zona de Asia y Oceanía 3 8 equipos Arabia Saudí Irán Líbano Océano Pacífico Singapur Siria Sri Lanka Tayikistán | Zona de Asia y Oceanía 3 8 equipos Arabia Saudí Irán Líbano Océano Pacífico Singapur Siria Sri Lanka Tayikistán | Zona de Asia y Oceanía 3 8 equipos Arabia Saudí Irán Líbano Océano Pacífico Singapur Siria Sri Lanka Tayikistán | Zona de Asia y Oceanía 3 8 equipos Arabia Saudí Irán Líbano Océano Pacífico Singapur Siria Sri Lanka Tayikistán | Zona de Asia y Oceanía 3 8 equipos Arabia Saudí Irán Líbano Océano Pacífico Singapur Siria Sri Lanka Tayikistán | Zona de América 3 8 equipos Barbados Bolivia Costa Rica (N) Cuba El Salvador Haití Honduras Puerto Rico | Zona de América 3 8 equipos Barbados Bolivia Costa Rica (N) Cuba El Salvador Haití Honduras Puerto Rico | Zona de América 3 8 equipos Barbados Bolivia Costa Rica (N) Cuba El Salvador Haití Honduras Puerto Rico | Zona de América 3 8 equipos Barbados Bolivia Costa Rica (N) Cuba El Salvador Haití Honduras Puerto Rico | Zona de América 3 8 equipos Barbados Bolivia Costa Rica (N) Cuba El Salvador Haití Honduras Puerto Rico | Zona de América 3 8 equipos Barbados Bolivia Costa Rica (N) Cuba El Salvador Haití Honduras Puerto Rico |
| 5.º       | 5.º          | Zona de Europa y África 4 5 equipos Armenia (N) Camerún Costa de Marfil Ghana Zimbabue | Zona de Europa y África 4 5 equipos Armenia (N) Camerún Costa de Marfil Ghana Zimbabue | Zona de Europa y África 4 5 equipos Armenia (N) Camerún Costa de Marfil Ghana Zimbabue | Zona de Europa y África 4 5 equipos Armenia (N) Camerún Costa de Marfil Ghana Zimbabue | Zona de Europa y África 4 5 equipos Armenia (N) Camerún Costa de Marfil Ghana Zimbabue | Zona de Europa y África 4 5 equipos Armenia (N) Camerún Costa de Marfil Ghana Zimbabue | Zona de Asia y Oceanía 4 12 equipos Bangladés Baréin Brunéi Catar Emiratos Árabes Irak Jordania Mongolia Myanmar Turkmenistán Vietnam Yemen | Zona de Asia y Oceanía 4 12 equipos Bangladés Baréin Brunéi Catar Emiratos Árabes Irak Jordania Mongolia Myanmar Turkmenistán Vietnam Yemen | Zona de Asia y Oceanía 4 12 equipos Bangladés Baréin Brunéi Catar Emiratos Árabes Irak Jordania Mongolia Myanmar Turkmenistán Vietnam Yemen | Zona de Asia y Oceanía 4 12 equipos Bangladés Baréin Brunéi Catar Emiratos Árabes Irak Jordania Mongolia Myanmar Turkmenistán Vietnam Yemen | Zona de Asia y Oceanía 4 12 equipos Bangladés Baréin Brunéi Catar Emiratos Árabes Irak Jordania Mongolia Myanmar Turkmenistán Vietnam Yemen | Zona de Asia y Oceanía 4 12 equipos Bangladés Baréin Brunéi Catar Emiratos Árabes Irak Jordania Mongolia Myanmar Turkmenistán Vietnam Yemen | Zona de América 4 5 equipos Aruba Bermudas Islas Vírgenes Panamá Trinidad y Toabgo | Zona de América 4 5 equipos Aruba Bermudas Islas Vírgenes Panamá Trinidad y Toabgo | Zona de América 4 5 equipos Aruba Bermudas Islas Vírgenes Panamá Trinidad y Toabgo | Zona de América 4 5 equipos Aruba Bermudas Islas Vírgenes Panamá Trinidad y Toabgo | Zona de América 4 5 equipos Aruba Bermudas Islas Vírgenes Panamá Trinidad y Toabgo | Zona de América 4 5 equipos Aruba Bermudas Islas Vírgenes Panamá Trinidad y Toabgo |
| Alemania  | Argentina    | Austria | Chile | Croacia | España | Estados Unidos | Francia | | | | | | | | | | | | |
| Israel    | Países Bajos | Rep. Checa | Rumania | Rusia | Serbia | Suecia | Suiza | | | | | | | | | | | | |

## Grupo Mundial
| Equipos participantes Grupo Mundial de 2009 | Equipos participantes Grupo Mundial de 2009 | Equipos participantes Grupo Mundial de 2009 | Equipos participantes Grupo Mundial de 2009 | Equipos participantes Grupo Mundial de 2009 | Equipos participantes Grupo Mundial de 2009 | Equipos participantes Grupo Mundial de 2009 | Equipos participantes Grupo Mundial de 2009 |
| Alemania                                    | Argentina                                   | Austria                                     | Chile                                       | Croacia                                     | España                                      | Estados Unidos                              | Francia                                     |
| Israel                                      | Países Bajos                                | Rep. Checa                                  | Rumania                                     | Rusia                                       | Serbia                                      | Suecia                                      | Suiza                                       |
| ------------------------------------------- | ------------------------------------------- | ------------------------------------------- | ------------------------------------------- | ------------------------------------------- | ------------------------------------------- | ------------------------------------------- | ------------------------------------------- |

Cabezas de Serie
| 1. Argentina 2. España 3. Rusia 4. Estados Unidos | 1. Croacia 2. Suecia 3. Alemania 4. Francia |

## Eliminatorias
|  | Octavos de final   | Octavos de final |                    |   | Cuartos de final | Cuartos de final |  |  | Semifinales      | Semifinales      |  |  | Final         | Final         |
|  | 6-8 marzo          | 6-8 marzo        |                    |   | 10-12 julio      | 10-12 julio      |  |  | 18-20 septiembre | 18-20 septiembre |  |  | 4-6 diciembre | 4-6 diciembre |
|  |                    |                  |                    |   |                  |                  |  |  |                  |                  |  |  |               |               |
|  |                    |                  |                    |   |                  |                  |  |  |                  |                  |  |  |               |               |
|  |                    |                  |                    |   |                  |                  |  |  |                  |                  |  |  |               |               |
|  | Argentina (1)      | 5                |                    |   |                  |                  |  |  |                  |                  |  |  |               |               |
|  | Argentina (1)      | 5                |                    |   |                  |                  |  |  |                  |                  |  |  |               |               |
|  | Países Bajos       | 0                |                    |   |                  |                  |  |  |                  |                  |  |  |               |               |
|  | Países Bajos       | 0                | Argentina (1)      | 2 |                  |                  |  |  |                  |                  |  |  |               |               |
|  |                    |                  |                    | 2 |                  |                  |  |  |                  |                  |  |  |               |               |
|  |                    | República Checa  | 3                  |   |                  |                  |  |  |                  |                  |  |  |               |               |
|  | Francia (8)        | República Checa  | 3                  | 2 |                  |                  |  |  |                  |                  |  |  |               |               |
|  | Francia (8)        |                  |                    | 2 |                  |                  |  |  |                  |                  |  |  |               |               |
|  | República Checa    | 3                |                    |   |                  |                  |  |  |                  |                  |  |  |               |               |
|  | República Checa    | 3                | República Checa    | 4 |                  |                  |  |  |                  |                  |  |  |               |               |
|  |                    |                  |                    | 4 |                  |                  |  |  |                  |                  |  |  |               |               |
|  |                    | Croacia (5)      | 1                  |   |                  |                  |  |  |                  |                  |  |  |               |               |
|  | Estados Unidos (4) | Croacia (5)      | 1                  | 4 |                  |                  |  |  |                  |                  |  |  |               |               |
|  | Estados Unidos (4) |                  |                    | 4 |                  |                  |  |  |                  |                  |  |  |               |               |
|  | Suiza              | 1                |                    |   |                  |                  |  |  |                  |                  |  |  |               |               |
|  | Suiza              | 1                | Estados Unidos (4) | 2 |                  |                  |  |  |                  |                  |  |  |               |               |
|  |                    |                  |                    | 2 |                  |                  |  |  |                  |                  |  |  |               |               |
|  |                    | Croacia (5)      | 3                  |   |                  |                  |  |  |                  |                  |  |  |               |               |
|  | Croacia (5)        | Croacia (5)      | 3                  | 5 |                  |                  |  |  |                  |                  |  |  |               |               |
|  | Croacia (5)        |                  |                    | 5 |                  |                  |  |  |                  |                  |  |  |               |               |
|  | Chile              | 0                |                    |   |                  |                  |  |  |                  |                  |  |  |               |               |
|  | Chile              | 0                | República Checa    | 0 |                  |                  |  |  |                  |                  |  |  |               |               |
|  |                    |                  |                    | 0 |                  |                  |  |  |                  |                  |  |  |               |               |
|  |                    | España (2)       | 5                  |   |                  |                  |  |  |                  |                  |  |  |               |               |
|  | Israel             | España (2)       | 5                  | 3 |                  |                  |  |  |                  |                  |  |  |               |               |
|  | Israel             |                  |                    | 3 |                  |                  |  |  |                  |                  |  |  |               |               |
|  | Suecia (6)         | 2                |                    |   |                  |                  |  |  |                  |                  |  |  |               |               |
|  | Suecia (6)         | 2                | Israel             | 4 |                  |                  |  |  |                  |                  |  |  |               |               |
|  |                    |                  |                    | 4 |                  |                  |  |  |                  |                  |  |  |               |               |
|  |                    | Rusia (3)        | 1                  |   |                  |                  |  |  |                  |                  |  |  |               |               |
|  | Rumanía            | Rusia (3)        | 1                  | 1 |                  |                  |  |  |                  |                  |  |  |               |               |
|  | Rumanía            |                  |                    | 1 |                  |                  |  |  |                  |                  |  |  |               |               |
|  | Rusia (3)          | 4                |                    |   |                  |                  |  |  |                  |                  |  |  |               |               |
|  | Rusia (3)          | 4                | Israel             | 1 |                  |                  |  |  |                  |                  |  |  |               |               |
|  |                    |                  |                    | 1 |                  |                  |  |  |                  |                  |  |  |               |               |
|  |                    | España (2)       | 4                  |   |                  |                  |  |  |                  |                  |  |  |               |               |
|  | Austria            | España (2)       | 4                  | 2 |                  |                  |  |  |                  |                  |  |  |               |               |
|  | Austria            |                  |                    | 2 |                  |                  |  |  |                  |                  |  |  |               |               |
|  | Alemania (7)       | 3                |                    |   |                  |                  |  |  |                  |                  |  |  |               |               |
|  | Alemania (7)       | 3                | Alemania (7)       | 2 |                  |                  |  |  |                  |                  |  |  |               |               |
|  |                    |                  |                    | 2 |                  |                  |  |  |                  |                  |  |  |               |               |
|  |                    | España (2)       | 3                  |   |                  |                  |  |  |                  |                  |  |  |               |               |
|  | Serbia             | España (2)       | 3                  | 1 |                  |                  |  |  |                  |                  |  |  |               |               |
|  | Serbia             |                  |                    | 1 |                  |                  |  |  |                  |                  |  |  |               |               |
|  | España (2)         | 4                |                    |   |                  |                  |  |  |                  |                  |  |  |               |               |
|  | España (2)         | 4                |                    |   |                  |                  |  |  |                  |                  |  |  |               |               |

- En cursiva equipos que juegan de local.
- Los perdedores de la primera ronda, juegan contra los que se clasifican en el grupo mundial.
- (s) Entre paréntesis, el número de cabeza de serie

### Octavos de final
| | Bandera de Argentina        | Argentina                                   | 5 | 0 | Holanda | Bandera de los Países Bajos |   |
| --- | --------------------------- | ------------------------------------------- | - | - | ------- | --------------------------- | - |
| Estadio Parque Roca, Buenos Aires, Argentina 6 al 8 de marzo de 2009 |                             |                                             |   |   |         |                             |   |
| \| 1 \| \| Juan Ignacio Chela \| 6 \| 2 \| 6 \| 64 \| 6 \| \| 1 \| \| Jesse Huta Galung \| 2 \| 6 \| 2 \| 7 \| 2 \| \| 2 \| \| Juan Mónaco \| 6 \| 6 \| 7 \| \| \| \| 2 \| \| Thiemo de Bakker \| 1 \| 2 \| 61 \| \| \| \| 3 \| \| Lucas Arnold Ker – Martín Vassallo Argüello \| 6 \| 7 \| 6 \| \| \| \| 3 \| \| Jesse Huta Galung – Rogier Wassen \| 4 \| 5 \| 3 \| \| \| \| 4 \| \| Martín Vassallo Argüello \| 6 \| 6 \| \| \| \| \| 4 \| \| Matwe Middelkoop \| 2 \| 4 \| \| \| \| \| 5 \| \| Juan Ignacio Chela \| 7 \| 6 \| \| \| \| \| 5 \| \| Thiemo de Bakker \| 5 \| 2 \| \| \| \| |                             |                                             |   |   |         |                             |   |
| 1 | Bandera de Argentina        | Juan Ignacio Chela                          | 6 | 2 | 6       | 64                          | 6 |
| 1 | Bandera de los Países Bajos | Jesse Huta Galung                           | 2 | 6 | 2       | 7                           | 2 |
| 2 | Bandera de Argentina        | Juan Mónaco                                 | 6 | 6 | 7       |                             |   |
| 2 | Bandera de los Países Bajos | Thiemo de Bakker                            | 1 | 2 | 61      |                             |   |
| 3 | Bandera de Argentina        | Lucas Arnold Ker – Martín Vassallo Argüello | 6 | 7 | 6       |                             |   |
| 3 | Bandera de los Países Bajos | Jesse Huta Galung – Rogier Wassen           | 4 | 5 | 3       |                             |   |
| 4 | Bandera de Argentina        | Martín Vassallo Argüello                    | 6 | 6 |         |                             |   |
| 4 | Bandera de los Países Bajos | Matwe Middelkoop                            | 2 | 4 |         |                             |   |
| 5 | Bandera de Argentina        | Juan Ignacio Chela                          | 7 | 6 |         |                             |   |
| 5 | Bandera de los Países Bajos | Thiemo de Bakker                            | 5 | 2 |         |                             |   |

| | Bandera de República Checa | República Checa                  | 3 | 2 | Francia | Bandera de Francia |  |
| --- | -------------------------- | -------------------------------- | - | - | ------- | ------------------ |  |
| CEZ Aréna, Ostrava, República Checa 6 al 8 de marzo de 2009 |                            |                                  |   |   |         |                    |  |
| \| 1 \| \| Tomáš Berdych \| 7 \| 4 \| 7 \| 6 \| \| \| 1 \| \| Gilles Simon \| 6 \| 6 \| 6 \| 3 \| \| \| 2 \| \| Radek Štěpánek \| 5 \| 2 \| 6 \| \| \| \| 2 \| \| Jo-Wilfried Tsonga \| 7 \| 6 \| 7 \| \| \| \| 3 \| \| Tomáš Berdych – Radek Štěpánek \| 6 \| 1 \| 6 \| 6 \| \| \| 3 \| \| Richard Gasquet – Michaël Llodra \| 3 \| 6 \| 4 \| 2 \| \| \| 4 \| \| Radek Štěpánek \| 7 \| 6 \| 7 \| \| \| \| 4 \| \| Gilles Simon \| 6 \| 3 \| 6 \| \| \| \| 5 \| \| Jan Hernych \| 2 \| 7 \| 6 \| \| \| \| 5 \| \| Jo-Wilfried Tsonga \| 6 \| 6 \| 7 \| \| \| |                            |                                  |   |   |         |                    |  |
| 1 | Bandera de República Checa | Tomáš Berdych                    | 7 | 4 | 7       | 6                  |  |
| 1 | Bandera de Francia         | Gilles Simon                     | 6 | 6 | 6       | 3                  |  |
| 2 | Bandera de República Checa | Radek Štěpánek                   | 5 | 2 | 6       |                    |  |
| 2 | Bandera de Francia         | Jo-Wilfried Tsonga               | 7 | 6 | 7       |                    |  |
| 3 | Bandera de República Checa | Tomáš Berdych – Radek Štěpánek   | 6 | 1 | 6       | 6                  |  |
| 3 | Bandera de Francia         | Richard Gasquet – Michaël Llodra | 3 | 6 | 4       | 2                  |  |
| 4 | Bandera de República Checa | Radek Štěpánek                   | 7 | 6 | 7       |                    |  |
| 4 | Bandera de Francia         | Gilles Simon                     | 6 | 3 | 6       |                    |  |
| 5 | Bandera de República Checa | Jan Hernych                      | 2 | 7 | 6       |                    |  |
| 5 | Bandera de Francia         | Jo-Wilfried Tsonga               | 6 | 6 | 7       |                    |  |

| | Bandera de Estados Unidos | Estados Unidos                    | 4 | 1 | Suiza | Bandera de Suiza |  |
| --- | ------------------------- | --------------------------------- | - | - | ----- | ---------------- |  |
| Birmingham-Jefferson Convention Complex Arena, Birmingham, Estados Unidos 6 al 8 de marzo de 2009 |                           |                                   |   |   |       |                  |  |
| \| 1 \| \| James Blake \| 6 \| 4 \| 3 \| 6 \| \| \| 1 \| \| Stanislas Wawrinka \| 3 \| 6 \| 6 \| 7 \| \| \| 2 \| \| Andy Roddick \| 6 \| 6 \| 7 \| \| \| \| 2 \| \| Marco Chiudinelli \| 1 \| 3 \| 6 \| \| \| \| 3 \| \| Bob Bryan – Mike Bryan \| 6 \| 6 \| 3 \| 7 \| \| \| 3 \| \| Stanislas Wawrinka – Yves Allegro \| 3 \| 4 \| 6 \| 6 \| \| \| 4 \| \| Andy Roddick \| 6 \| 6 \| 6 \| \| \| \| 4 \| \| Stanislas Wawrinka \| 4 \| 4 \| 2 \| \| \| \| 5 \| \| James Blake \| 6 \| 7 \| \| \| \| \| 5 \| \| Marco Chiudinelli \| 4 \| 6 \| \| \| \| |                           |                                   |   |   |       |                  |  |
| 1 | Bandera de Estados Unidos | James Blake                       | 6 | 4 | 3     | 6                |  |
| 1 | Bandera de Suiza          | Stanislas Wawrinka                | 3 | 6 | 6     | 7                |  |
| 2 | Bandera de Estados Unidos | Andy Roddick                      | 6 | 6 | 7     |                  |  |
| 2 | Bandera de Suiza          | Marco Chiudinelli                 | 1 | 3 | 6     |                  |  |
| 3 | Bandera de Estados Unidos | Bob Bryan – Mike Bryan            | 6 | 6 | 3     | 7                |  |
| 3 | Bandera de Suiza          | Stanislas Wawrinka – Yves Allegro | 3 | 4 | 6     | 6                |  |
| 4 | Bandera de Estados Unidos | Andy Roddick                      | 6 | 6 | 6     |                  |  |
| 4 | Bandera de Suiza          | Stanislas Wawrinka                | 4 | 4 | 2     |                  |  |
| 5 | Bandera de Estados Unidos | James Blake                       | 6 | 7 |       |                  |  |
| 5 | Bandera de Suiza          | Marco Chiudinelli                 | 4 | 6 |       |                  |  |

| | Bandera de Croacia | Croacia                         | 5 | 0 | Chile | Bandera de Chile |  |
| --- | ------------------ | ------------------------------- | - | - | ----- | ---------------- |  |
| Višenamjenska Sportska Dvorana Žatika, Poreč, Croacia 6 al 8 de marzo de 2009 |                    |                                 |   |   |       |                  |  |
| \| 1 \| \| Mario Ančić \| 6 \| 6 \| 7 \| \| \| \| 1 \| \| Nicolás Massú \| 3 \| 3 \| 64 \| \| \| \| 2 \| \| Marin Čilić \| 6 \| 6 \| 6 \| \| \| \| 2 \| \| Paul Capdeville \| 1 \| 2 \| 1 \| \| \| \| 3 \| \| Mario Ančić – Marin Čilić \| 6 \| 6 \| 3 \| 6 \| \| \| 3 \| \| Paul Capdeville – Nicolás Massú \| 3 \| 3 \| 6 \| 4 \| \| \| 4 \| \| Roko Karanušić \| 7 \| 6 \| \| \| \| \| 4 \| \| Guillermo Hormazábal \| 5 \| 3 \| \| \| \| \| 5 \| \| Ivo Karlović \| 6 \| 7 \| \| \| \| \| 5 \| \| Hans Podlipnik \| 3 \| 6 \| \| \| \| |                    |                                 |   |   |       |                  |  |
| 1 | Bandera de Croacia | Mario Ančić                     | 6 | 6 | 7     |                  |  |
| 1 | Bandera de Chile   | Nicolás Massú                   | 3 | 3 | 64    |                  |  |
| 2 | Bandera de Croacia | Marin Čilić                     | 6 | 6 | 6     |                  |  |
| 2 | Bandera de Chile   | Paul Capdeville                 | 1 | 2 | 1     |                  |  |
| 3 | Bandera de Croacia | Mario Ančić – Marin Čilić       | 6 | 6 | 3     | 6                |  |
| 3 | Bandera de Chile   | Paul Capdeville – Nicolás Massú | 3 | 3 | 6     | 4                |  |
| 4 | Bandera de Croacia | Roko Karanušić                  | 7 | 6 |       |                  |  |
| 4 | Bandera de Chile   | Guillermo Hormazábal            | 5 | 3 |       |                  |  |
| 5 | Bandera de Croacia | Ivo Karlović                    | 6 | 7 |       |                  |  |
| 5 | Bandera de Chile   | Hans Podlipnik                  | 3 | 6 |       |                  |  |

| | Bandera de Suecia | Suecia                           | 2  | 3 | Israel | Bandera de Israel |    |
| --- | ----------------- | -------------------------------- | -- | - | ------ | ----------------- | -- |
| The Baltic Hall, Malmö, Suecia 6 al 8 de marzo de 2009 |                   |                                  |    |   |        |                   |    |
| \| 1 \| \| Thomas Johansson \| 63 \| 6 \| 7 \| 4 \| 8 \| \| 1 \| \| Harel Levy \| 7 \| 4 \| 5 \| 6 \| 6 \| \| 2 \| \| Andreas Vinciguerra \| 6 \| 3 \| 6 \| 3 \| 9 \| \| 2 \| \| Dudi Sela \| 4 \| 6 \| 3 \| 6 \| 11 \| \| 3 \| \| Simon Aspelin – Robert Lindstedt \| 6 \| 1 \| 7 \| 6 \| \| \| 3 \| \| Amir Hadad – Andy Ram \| 4 \| 6 \| 64 \| 4 \| \| \| 4 \| \| Thomas Johansson \| 6 \| 1 \| 6 \| 4 \| 2 \| \| 4 \| \| Dudi Sela \| 3 \| 6 \| 4 \| 6 \| 6 \| \| 5 \| \| Andreas Vinciguerra \| 4 \| 6 \| 4 \| 6 \| 6 \| \| 5 \| \| Harel Levy \| 6 \| 4 \| 6 \| 3 \| 8 \| |                   |                                  |    |   |        |                   |    |
| 1 | Bandera de Suecia | Thomas Johansson                 | 63 | 6 | 7      | 4                 | 8  |
| 1 | Bandera de Israel | Harel Levy                       | 7  | 4 | 5      | 6                 | 6  |
| 2 | Bandera de Suecia | Andreas Vinciguerra              | 6  | 3 | 6      | 3                 | 9  |
| 2 | Bandera de Israel | Dudi Sela                        | 4  | 6 | 3      | 6                 | 11 |
| 3 | Bandera de Suecia | Simon Aspelin – Robert Lindstedt | 6  | 1 | 7      | 6                 |    |
| 3 | Bandera de Israel | Amir Hadad – Andy Ram            | 4  | 6 | 64     | 4                 |    |
| 4 | Bandera de Suecia | Thomas Johansson                 | 6  | 1 | 6      | 4                 | 2  |
| 4 | Bandera de Israel | Dudi Sela                        | 3  | 6 | 4      | 6                 | 6  |
| 5 | Bandera de Suecia | Andreas Vinciguerra              | 4  | 6 | 4      | 6                 | 6  |
| 5 | Bandera de Israel | Harel Levy                       | 6  | 4 | 6      | 3                 | 8  |

| | Bandera de Rumania | Rumania                       | 1  | 4  | Rusia | Bandera de Rusia |   |
| --- | ------------------ | ----------------------------- | -- | -- | ----- | ---------------- | - |
| Sala Transilvania, Sibiu, Rumania 6 al 8 de marzo de 2009 |                    |                               |    |    |       |                  |   |
| \| 1 \| \| Victor Crivoi \| 65 \| 4 \| 4 \| \| \| \| 1 \| \| Marat Safin \| 7 \| 6 \| 6 \| \| \| \| 2 \| \| Victor Hănescu \| 4 \| 2 \| 4 \| \| \| \| 2 \| \| Mijaíl Yuzhny \| 6 \| 6 \| 6 \| \| \| \| 3 \| \| Marius Copil – Horia Tecau \| '4 \| 62 \| 7 \| 7 \| 6 \| \| 3 \| \| Marat Safin – Dmitri Tursúnov \| 6 \| 7 \| 64 \| 65 \| 4 \| \| 4 \| \| Victor Hănescu \| 6 \| 7 \| 3 \| 4 \| 2 \| \| 4 \| \| Dmitri Tursúnov \| 4 \| 5 \| 6 \| 6 \| 6 \| \| 5 \| \| Victor Crivoi \| 4 \| 2 \| \| \| \| \| 5 \| \| Teimuraz Gabashvili \| 6 \| 6 \| \| \| \| |                    |                               |    |    |       |                  |   |
| 1 | Bandera de Rumania | Victor Crivoi                 | 65 | 4  | 4     |                  |   |
| 1 | Bandera de Rusia   | Marat Safin                   | 7  | 6  | 6     |                  |   |
| 2 | Bandera de Rumania | Victor Hănescu                | 4  | 2  | 4     |                  |   |
| 2 | Bandera de Rusia   | Mijaíl Yuzhny                 | 6  | 6  | 6     |                  |   |
| 3 | Bandera de Rumania | Marius Copil – Horia Tecau    | '4 | 62 | 7     | 7                | 6 |
| 3 | Bandera de Rusia   | Marat Safin – Dmitri Tursúnov | 6  | 7  | 64    | 65               | 4 |
| 4 | Bandera de Rumania | Victor Hănescu                | 6  | 7  | 3     | 4                | 2 |
| 4 | Bandera de Rusia   | Dmitri Tursúnov               | 4  | 5  | 6     | 6                | 6 |
| 5 | Bandera de Rumania | Victor Crivoi                 | 4  | 2  |       |                  |   |
| 5 | Bandera de Rusia   | Teimuraz Gabashvili           | 6  | 6  |       |                  |   |

| | Bandera de Alemania | Alemania                               | 3  | 2 | Austria | Bandera de Austria |   |
| --- | ------------------- | -------------------------------------- | -- | - | ------- | ------------------ | - |
| Olympia Eissportzentrum, Garmisch-Partenkirchen, Alemania 6 al 8 de marzo de 2009 |                     |                                        |    |   |         |                    |   |
| \| 1 \| \| Rainer Schüttler \| 4 \| 5 \| 7 \| 2 \| \| \| 1 \| \| Stefan Koubek \| 6 \| 7 \| 5 \| 6 \| \| \| 2 \| \| Philipp Kohlschreiber \| 64 \| 4 \| 6 \| 6 \| 6 \| \| 2 \| \| Jürgen Melzer \| 7 \| 6 \| 4 \| 3 \| 3 \| \| 3 \| \| Nicolas Kiefer – Philipp Kohlschreiber \| 6 \| 7 \| 3 \| 6 \| \| \| 3 \| \| Julian Knowle – Alexander Peya \| 3 \| 6 \| 6 \| 4 \| \| \| 4 \| \| Nicolas Kiefer \| 7 \| 6 \| 6 \| \| \| \| 4 \| \| Jürgen Melzer \| 63 \| 4 \| 4 \| \| \| \| 5 \| \| Christopher Kas \| 2 \| 3 \| \| \| \| \| 5 \| \| Stefan Koubek \| 6 \| 6 \| \| \| \| |                     |                                        |    |   |         |                    |   |
| 1 | Bandera de Alemania | Rainer Schüttler                       | 4  | 5 | 7       | 2                  |   |
| 1 | Bandera de Austria  | Stefan Koubek                          | 6  | 7 | 5       | 6                  |   |
| 2 | Bandera de Alemania | Philipp Kohlschreiber                  | 64 | 4 | 6       | 6                  | 6 |
| 2 | Bandera de Austria  | Jürgen Melzer                          | 7  | 6 | 4       | 3                  | 3 |
| 3 | Bandera de Alemania | Nicolas Kiefer – Philipp Kohlschreiber | 6  | 7 | 3       | 6                  |   |
| 3 | Bandera de Austria  | Julian Knowle – Alexander Peya         | 3  | 6 | 6       | 4                  |   |
| 4 | Bandera de Alemania | Nicolas Kiefer                         | 7  | 6 | 6       |                    |   |
| 4 | Bandera de Austria  | Jürgen Melzer                          | 63 | 4 | 4       |                    |   |
| 5 | Bandera de Alemania | Christopher Kas                        | 2  | 3 |         |                    |   |
| 5 | Bandera de Austria  | Stefan Koubek                          | 6  | 6 |         |                    |   |

| | Bandera de España | España                          | 4  | 1 | Serbia | Bandera de Serbia |  |
| --- | ----------------- | ------------------------------- | -- | - | ------ | ----------------- |  |
| Parque Temático Terra Mítica, Benidorm, España 6 al 8 de marzo de 2009 |                   |                                 |    |   |        |                   |  |
| \| 1 \| \| David Ferrer \| 6 \| 6 \| 7 \| \| \| \| 1 \| \| Novak Djokovic \| 3 \| 3 \| 64 \| \| \| \| 2 \| \| Rafael Nadal \| 6 \| 6 \| 6 \| \| \| \| 2 \| \| Janko Tipsarević \| 1 \| 0 \| 2 \| \| \| \| 3 \| \| Feliciano López – Tommy Robredo \| 65 \| 4 \| 67 \| \| \| \| 3 \| \| Viktor Troicki – Nenad Zimonjić \| 7 \| 6 \| 7 \| \| \| \| 4 \| \| Rafael Nadal \| 6 \| 6 \| 6 \| \| \| \| 4 \| \| Novak Djokovic \| 4 \| 4 \| 1 \| \| \| \| 5 \| \| David Ferrer \| 6 \| 6 \| \| \| \| \| 5 \| \| Janko Tipsarević \| 0 \| 3 \| \| \| \| |                   |                                 |    |   |        |                   |  |
| 1 | Bandera de España | David Ferrer                    | 6  | 6 | 7      |                   |  |
| 1 | Bandera de Serbia | Novak Djokovic                  | 3  | 3 | 64     |                   |  |
| 2 | Bandera de España | Rafael Nadal                    | 6  | 6 | 6      |                   |  |
| 2 | Bandera de Serbia | Janko Tipsarević                | 1  | 0 | 2      |                   |  |
| 3 | Bandera de España | Feliciano López – Tommy Robredo | 65 | 4 | 67     |                   |  |
| 3 | Bandera de Serbia | Viktor Troicki – Nenad Zimonjić | 7  | 6 | 7      |                   |  |
| 4 | Bandera de España | Rafael Nadal                    | 6  | 6 | 6      |                   |  |
| 4 | Bandera de Serbia | Novak Djokovic                  | 4  | 4 | 1      |                   |  |
| 5 | Bandera de España | David Ferrer                    | 6  | 6 |        |                   |  |
| 5 | Bandera de Serbia | Janko Tipsarević                | 0  | 3 |        |                   |  |

### Cuartos de final
| | Bandera de República Checa | República Checa                | 3 | 2 | Argentina | Bandera de Argentina |   |
| --- | -------------------------- | ------------------------------ | - | - | --------- | -------------------- | - |
| ČEZ Aréna, Ostrava, República Checa 10 al 12 de julio de 2009 |                            |                                |   |   |           |                      |   |
| \| 1 \| \| Tomáš Berdych \| 6 \| 2 \| 2 \| 6 \| 6 \| \| 1 \| \| Juan Mónaco \| 4 \| 6 \| 6 \| 3 \| 2 \| \| 2 \| \| Ivo Minar \| 1 \| 3 \| 3 \| \| \| \| 2 \| \| Juan Martín del Potro \| 6 \| 6 \| 6 \| \| \| \| 3 \| \| Tomáš Berdych – Radek Štěpánek \| 6 \| 6 \| 6 \| \| \| \| 3 \| \| José Acasuso – Leonardo Mayer \| 1 \| 4 \| 3 \| \| \| \| 4 \| \| Tomáš Berdych \| 4 \| 4 \| 4 \| \| \| \| 4 \| \| Juan Martín del Potro \| 6 \| 6 \| 6 \| \| \| \| 5 \| \| Radek Štěpánek \| 7 \| 6 \| 6 \| \| \| \| 5 \| \| Juan Mónaco \| 6 \| 3 \| 2 \| \| \| |                            |                                |   |   |           |                      |   |
| 1 | Bandera de República Checa | Tomáš Berdych                  | 6 | 2 | 2         | 6                    | 6 |
| 1 | Bandera de Argentina       | Juan Mónaco                    | 4 | 6 | 6         | 3                    | 2 |
| 2 | Bandera de República Checa | Ivo Minar                      | 1 | 3 | 3         |                      |   |
| 2 | Bandera de Argentina       | Juan Martín del Potro          | 6 | 6 | 6         |                      |   |
| 3 | Bandera de República Checa | Tomáš Berdych – Radek Štěpánek | 6 | 6 | 6         |                      |   |
| 3 | Bandera de Argentina       | José Acasuso – Leonardo Mayer  | 1 | 4 | 3         |                      |   |
| 4 | Bandera de República Checa | Tomáš Berdych                  | 4 | 4 | 4         |                      |   |
| 4 | Bandera de Argentina       | Juan Martín del Potro          | 6 | 6 | 6         |                      |   |
| 5 | Bandera de República Checa | Radek Štěpánek                 | 7 | 6 | 6         |                      |   |
| 5 | Bandera de Argentina       | Juan Mónaco                    | 6 | 3 | 2         |                      |   |

| | Bandera de Croacia        | Croacia                      | 3 | 2 | Estados Unidos | Bandera de Estados Unidos |   |
| --- | ------------------------- | ---------------------------- | - | - | -------------- | ------------------------- | - |
| Višenamjenska Sportska Dvorana Žatika, Porec, Croacia 10 al 12 de julio de 2009 |                           |                              |   |   |                |                           |   |
| \| 1 \| \| Ivo Karlović \| 6 \| 4 \| 6 \| 7 \| 7 \| \| 1 \| \| James Blake \| 7 \| 6 \| 3 \| 6 \| 5 \| \| 2 \| \| Marin Čilić \| 4 \| 6 \| 6 \| 6 \| 8 \| \| 2 \| \| Mardy Fish \| 6 \| 3 \| 7 \| 1 \| 6 \| \| 3 \| \| Roko Karanušić – Lovro Zovko \| 3 \| 1 \| 3 \| \| \| \| 3 \| \| Mike Bryan – Bob Bryan \| 6 \| 6 \| 6 \| \| \| \| 4 \| \| Marin Čilić \| 6 \| 6 \| 4 \| 6 \| \| \| 4 \| \| James Blake \| 3 \| 3 \| 6 \| 2 \| \| \| 5 \| \| Roko Karanušić \| 7 \| 3 \| 6 \| \| \| \| 5 \| \| Bob Bryan \| 5 \| 6 \| 7 \| \| \| |                           |                              |   |   |                |                           |   |
| 1 | Bandera de Croacia        | Ivo Karlović                 | 6 | 4 | 6              | 7                         | 7 |
| 1 | Bandera de Estados Unidos | James Blake                  | 7 | 6 | 3              | 6                         | 5 |
| 2 | Bandera de Croacia        | Marin Čilić                  | 4 | 6 | 6              | 6                         | 8 |
| 2 | Bandera de Estados Unidos | Mardy Fish                   | 6 | 3 | 7              | 1                         | 6 |
| 3 | Bandera de Croacia        | Roko Karanušić – Lovro Zovko | 3 | 1 | 3              |                           |   |
| 3 | Bandera de Estados Unidos | Mike Bryan – Bob Bryan       | 6 | 6 | 6              |                           |   |
| 4 | Bandera de Croacia        | Marin Čilić                  | 6 | 6 | 4              | 6                         |   |
| 4 | Bandera de Estados Unidos | James Blake                  | 3 | 3 | 6              | 2                         |   |
| 5 | Bandera de Croacia        | Roko Karanušić               | 7 | 3 | 6              |                           |   |
| 5 | Bandera de Estados Unidos | Bob Bryan                    | 5 | 6 | 7              |                           |   |

| | Bandera de Israel | Israel                      | 4 | 1 | Rusia | Bandera de Rusia |   |
| --- | ----------------- | --------------------------- | - | - | ----- | ---------------- | - |
| Nokia Arena, Tel-Aviv, Israel 10 al 12 de julio de 2009 |                   |                             |   |   |       |                  |   |
| \| 1 \| \| Harel Levy \| 6 \| 6 \| 4 \| 6 \| \| \| 1 \| \| Ígor Andréiev \| 4 \| 2 \| 6 \| 2 \| \| \| 2 \| \| Dudi Sela \| 3 \| 6 \| 6 \| 7 \| \| \| 2 \| \| Mijaíl Yuzhny \| 6 \| 1 \| 0 \| 5 \| \| \| 3 \| \| Jonathan Erlich – Andy Ram \| 6 \| 6 \| 6 \| 4 \| 6 \| \| 3 \| \| Marat Safin – Ígor Kunitsyn \| 3 \| 4 \| 7 \| 6 \| 4 \| \| 4 \| \| Dudi Sela \| 3 \| \| \| \| \| \| 4 \| \| Ígor Andréiev \| 4 \| \| \| \| \| \| 5 \| \| Harel Levy \| 6 \| 4 \| 7 \| \| \| \| 5 \| \| Mijaíl Yuzhny \| 4 \| 6 \| 6 \| \| \| |                   |                             |   |   |       |                  |   |
| 1 | Bandera de Israel | Harel Levy                  | 6 | 6 | 4     | 6                |   |
| 1 | Bandera de Rusia  | Ígor Andréiev               | 4 | 2 | 6     | 2                |   |
| 2 | Bandera de Israel | Dudi Sela                   | 3 | 6 | 6     | 7                |   |
| 2 | Bandera de Rusia  | Mijaíl Yuzhny               | 6 | 1 | 0     | 5                |   |
| 3 | Bandera de Israel | Jonathan Erlich – Andy Ram  | 6 | 6 | 6     | 4                | 6 |
| 3 | Bandera de Rusia  | Marat Safin – Ígor Kunitsyn | 3 | 4 | 7     | 6                | 4 |
| 4 | Bandera de Israel | Dudi Sela                   | 3 |   |       |                  |   |
| 4 | Bandera de Rusia  | Ígor Andréiev               | 4 |   |       |                  |   |
| 5 | Bandera de Israel | Harel Levy                  | 6 | 4 | 7     |                  |   |
| 5 | Bandera de Rusia  | Mijaíl Yuzhny               | 4 | 6 | 6     |                  |   |

| | Bandera de España   | España                              | 3 | 2 | Alemania | Bandera de Alemania |   |
| --- | ------------------- | ----------------------------------- | - | - | -------- | ------------------- | - |
| Plaza de Toros de Marbella, Marbella, España 10 al 12 de julio de 2009 |                     |                                     |   |   |          |                     |   |
| \| 1 \| \| Fernando Verdasco \| 6 \| 3 \| 6 \| 6 \| 6 \| \| 1 \| \| Andreas Beck \| 0 \| 6 \| 7 \| 2 \| 1 \| \| 2 \| \| Tommy Robredo \| 3 \| 4 \| 4 \| \| \| \| 2 \| \| Philipp Kohlschreiber \| 6 \| 6 \| 6 \| \| \| \| 3 \| \| Feliciano López – Fernando Verdasco \| 6 \| 7 \| 6 \| 6 \| \| \| 3 \| \| Nicolas Kiefer – Mischa Zverev \| 3 \| 6 \| 7 \| 3 \| \| \| 4 \| \| Fernando Verdasco \| 4 \| 2 \| 6 \| 6 \| 6 \| \| 4 \| \| Philipp Kohlschreiber \| 6 \| 6 \| 1 \| 2 \| 8 \| \| 5 \| \| Juan Carlos Ferrero \| 6 \| 6 \| 6 \| \| \| \| 5 \| \| Andreas Beck \| 4 \| 4 \| 4 \| \| \| |                     |                                     |   |   |          |                     |   |
| 1 | Bandera de España   | Fernando Verdasco                   | 6 | 3 | 6        | 6                   | 6 |
| 1 | Bandera de Alemania | Andreas Beck                        | 0 | 6 | 7        | 2                   | 1 |
| 2 | Bandera de España   | Tommy Robredo                       | 3 | 4 | 4        |                     |   |
| 2 | Bandera de Alemania | Philipp Kohlschreiber               | 6 | 6 | 6        |                     |   |
| 3 | Bandera de España   | Feliciano López – Fernando Verdasco | 6 | 7 | 6        | 6                   |   |
| 3 | Bandera de Alemania | Nicolas Kiefer – Mischa Zverev      | 3 | 6 | 7        | 3                   |   |
| 4 | Bandera de España   | Fernando Verdasco                   | 4 | 2 | 6        | 6                   | 6 |
| 4 | Bandera de Alemania | Philipp Kohlschreiber               | 6 | 6 | 1        | 2                   | 8 |
| 5 | Bandera de España   | Juan Carlos Ferrero                 | 6 | 6 | 6        |                     |   |
| 5 | Bandera de Alemania | Andreas Beck                        | 4 | 4 | 4        |                     |   |

### Semifinales
| | Bandera de Croacia         | Croacia                        | 1  | 4  | República Checa | Bandera de República Checa |    |
| --- | -------------------------- | ------------------------------ | -- | -- | --------------- | -------------------------- | -- |
| Žatika Sport Centre, Poreč, Croacia 18 al 20 de septiembre de 2009 |                            |                                |    |    |                 |                            |    |
| \| 1 \| \| Ivo Karlović \| 7 \| 65 \| 6 \| 7 \| 14 \| \| 1 \| \| Radek Štěpánek \| 65 \| 7 \| 7 \| 62 \| 16 \| \| 2 \| \| Marin Čilić \| 3 \| 3 \| 6 \| 6 \| 3 \| \| 2 \| \| Tomáš Berdych \| 6 \| 6 \| 3 \| 4 \| 6 \| \| 3 \| \| Marin Čilić – Lovro Zovko \| 1 \| 3 \| 4 \| \| \| \| 3 \| \| Tomáš Berdych – Radek Štěpánek \| 6 \| 6 \| 6 \| \| \| \| 4 \| \| Roko Karanušić \| 64 \| 4 \| \| \| \| \| 4 \| \| Jan Hájek \| 7 \| 6 \| \| \| \| \| 5 \| \| Lovro Zovko \| 6 \| 6 \| \| \| \| \| 5 \| \| Lukáš Dlouhý \| 3 \| 4 \| \| \| \| |                            |                                |    |    |                 |                            |    |
| 1 | Bandera de Croacia         | Ivo Karlović                   | 7  | 65 | 6               | 7                          | 14 |
| 1 | Bandera de República Checa | Radek Štěpánek                 | 65 | 7  | 7               | 62                         | 16 |
| 2 | Bandera de Croacia         | Marin Čilić                    | 3  | 3  | 6               | 6                          | 3  |
| 2 | Bandera de República Checa | Tomáš Berdych                  | 6  | 6  | 3               | 4                          | 6  |
| 3 | Bandera de Croacia         | Marin Čilić – Lovro Zovko      | 1  | 3  | 4               |                            |    |
| 3 | Bandera de República Checa | Tomáš Berdych – Radek Štěpánek | 6  | 6  | 6               |                            |    |
| 4 | Bandera de Croacia         | Roko Karanušić                 | 64 | 4  |                 |                            |    |
| 4 | Bandera de República Checa | Jan Hájek                      | 7  | 6  |                 |                            |    |
| 5 | Bandera de Croacia         | Lovro Zovko                    | 6  | 6  |                 |                            |    |
| 5 | Bandera de República Checa | Lukáš Dlouhý                   | 3  | 4  |                 |                            |    |

| | Bandera de España | España                          | 4 | 1  | Israel | Bandera de Israel |  |
| --- | ----------------- | ------------------------------- | - | -- | ------ | ----------------- |  |
| Polaris World la Torre Golf Resort, Murcia, España 18 al 20 de septiembre de 2009 |                   |                                 |   |    |        |                   |  |
| \| 1 \| \| David Ferrer \| 6 \| 6 \| 6 \| \| \| \| 1 \| \| Harel Levy \| 1 \| 4 \| 3 \| \| \| \| 2 \| \| Juan Carlos Ferrero \| 6 \| 6 \| 6 \| \| \| \| 2 \| \| Dudi Sela \| 4 \| 2 \| 0 \| \| \| \| 3 \| \| Feliciano López – Tommy Robredo \| 7 \| 67 \| 6 \| 6 \| \| \| 3 \| \| Jonathan Erlich – Andy Ram \| 6 \| 7 \| 4 \| 2 \| \| \| 4 \| \| David Ferrer \| 6 \| 6 \| \| \| \| \| 4 \| \| Andy Ram \| 3 \| 1 \| \| \| \| \| 5 \| \| Feliciano López \| 5 \| 2 \| \| \| \| \| 5 \| \| Harel Levy \| 7 \| 6 \| \| \| \| |                   |                                 |   |    |        |                   |  |
| 1 | Bandera de España | David Ferrer                    | 6 | 6  | 6      |                   |  |
| 1 | Bandera de Israel | Harel Levy                      | 1 | 4  | 3      |                   |  |
| 2 | Bandera de España | Juan Carlos Ferrero             | 6 | 6  | 6      |                   |  |
| 2 | Bandera de Israel | Dudi Sela                       | 4 | 2  | 0      |                   |  |
| 3 | Bandera de España | Feliciano López – Tommy Robredo | 7 | 67 | 6      | 6                 |  |
| 3 | Bandera de Israel | Jonathan Erlich – Andy Ram      | 6 | 7  | 4      | 2                 |  |
| 4 | Bandera de España | David Ferrer                    | 6 | 6  |        |                   |  |
| 4 | Bandera de Israel | Andy Ram                        | 3 | 1  |        |                   |  |
| 5 | Bandera de España | Feliciano López                 | 5 | 2  |        |                   |  |
| 5 | Bandera de Israel | Harel Levy                      | 7 | 6  |        |                   |  |

### Final
| Palau Sant Jordi, Barcelona, España 4 al 6 de diciembre de 2009 |                            |                                     |   |   |   |   |   |  |  |
| \| 1 \| \| Rafael Nadal \| 7 \| 6 \| 6 \| \| \| \| \| \| 1 \| \| Tomáš Berdych \| 5 \| 0 \| 2 \| \| \| \| \| \| 2 \| \| David Ferrer \| 1 \| 2 \| 6 \| 6 \| 8 \| \| \| \| 2 \| \| Radek Štěpánek \| 6 \| 6 \| 4 \| 4 \| 6 \| \| \| \| 3 \| \| Feliciano López – Fernando Verdasco \| 7 \| 7 \| 6 \| \| \| \| \| \| 3 \| \| Tomáš Berdych – Radek Štěpánek \| 6 \| 5 \| 2 \| \| \| \| \| \| 4 \| \| Rafael Nadal \| 6 \| 6 \| \| \| \| \| \| \| 4 \| \| Jan Hájek \| 3 \| 4 \| \| \| \| \| \| \| 5 \| \| David Ferrer \| 6 \| 6 \| \| \| \| \| \| \| 5 \| \| Lukas Dlouhy \| 4 \| 2 \| \| \| \| \| \| |                            |                                     |   |   |   |   |   |  |  |
| 1 | Bandera de España          | Rafael Nadal                        | 7 | 6 | 6 |   |   |  |  |
| 1 | Bandera de República Checa | Tomáš Berdych                       | 5 | 0 | 2 |   |   |  |  |
| 2 | Bandera de España          | David Ferrer                        | 1 | 2 | 6 | 6 | 8 |  |  |
| 2 | Bandera de República Checa | Radek Štěpánek                      | 6 | 6 | 4 | 4 | 6 |  |  |
| 3 | Bandera de España          | Feliciano López – Fernando Verdasco | 7 | 7 | 6 |   |   |  |  |
| 3 | Bandera de República Checa | Tomáš Berdych – Radek Štěpánek      | 6 | 5 | 2 |   |   |  |  |
| 4 | Bandera de España          | Rafael Nadal                        | 6 | 6 |   |   |   |  |  |
| 4 | Bandera de República Checa | Jan Hájek                           | 3 | 4 |   |   |   |  |  |
| 5 | Bandera de España          | David Ferrer                        | 6 | 6 |   |   |   |  |  |
| 5 | Bandera de República Checa | Lukas Dlouhy                        | 4 | 2 |   |   |   |  |  |

| España                       |
| Campeón España Cuarto título |

## Repesca Grupo Mundial de 2010
La repesca del Grupo Mundial de 2010 de Copa Davis se disputó los días 18, 19, 20 y 21 de septiembre de 2009, y los resultados de esta fase se detallan en el siguiente esquema:
| Sede de la confrontación | Superficie     | Equipo local | Marcador | Equipo visitante |
| ------------------------ | -------------- | ------------ | -------- | ---------------- |
| Rancagua                 | Arcilla        | Chile        | 3–2      | Austria (5)      |
| Belgrado                 | Indoor dura    | Serbia (3)   | 5–0      | Uzbekistán       |
| Charleroi                | Indoor arcilla | Bélgica (6)  | 3–2      | Ucrania          |
| Porto Alegre             | Indoor arcilla | Brasil (8)   | 2–3      | Ecuador          |
| Maastricht               | Indoor arcilla | Países Bajos | 1–4      | Francia (2)      |
| Johannesburgo            | Indoor dura    | Sudáfrica    | 1–4      | India (7)        |
| Helsingborg              | Indoor dura    | Suecia (1)   | 3–2      | Rumania          |
| Génova                   | Arcilla        | Italia       | 2–3      | Suiza (4)        |

## Grupos regionales

### ZonaAmericana

#### Grupo 1
- Brasil
- Canadá
- Colombia
- Ecuador - promocionado a Grupo Mundial en 2010
- Perú - relegado al Grupo 2 en 2010
- Uruguay

#### Grupo 2
- Bahamas relegado al Grupo 3 en 2010
- República Dominicana promocionado a Grupo 1 en 2010
- Guatemala
- Jamaica relegado al Grupo 3 en 2010
- México
- Antillas Neerlandesas
- Paraguay
- Venezuela

#### Grupo 3
- Barbados - relegado a Grupo 4 en 2010
- Bolivia - promocionado a Grupo 2 en 2010
- Costa Rica
- El Salvador - promocionado a Grupo 2 en 2010
- Honduras - relegado a Grupo 4 en 2010
- Puerto Rico
- Cuba

#### Grupo 4
- Aruba - promocionado a Grupo 3 en 2010
- Bermudas - promocionado a Grupo 3 en 2010
- Islas Vírgenes de los Estados Unidos
- Panamá
- Trinidad y Tobago

### ZonaAsia/Oceanía

#### Grupo 1
- Australia
- China
- China Taipéi
- Corea del Sur
- India - promocionado a Grupo Mundial en 2010
- Japón
- Kazajistán
- Tailandia - relegado al Grupo 2 en 2010
- Uzbekistán

#### Grupo 2
- Hong Kong
- Indonesia
- Kuwait - relegado al Grupo 3 en 2010
- Malasia
- Nueva Zelanda
- Omán - relegado al Grupo 3 en 2010
- Pakistán
- Filipinas - promocionado a Grupo 1 en 2010

#### Grupo 3
- Irán
- Líbano
- Islas pacíficas de Oceanía - promocionado a Grupo 2 en 2010
- Arabia Saudita
- Singapur - relegado al Grupo 4 en 2010
- Sri Lanka - promocionado a Grupo 2 en 2010
- Siria
- Tayikistán - relegado al Grupo 4 en 2010

#### Grupo 4
- Baréin
- Bangladés - promocionado a Grupo 3 en 2010
- Jordania
- Birmania
- Catar
- Turkmenistán
- Emiratos Árabes Unidos
- Vietnam - promocionado a Grupo 3 en 2010
- Yemen

### ZonaEuropa/África

#### Grupo 1
- Bielorrusia
- Bélgica - promocionado a Grupo Mundial en 2010
- Reino Unido - relegado al Grupo 2 en 2010
- Italia
- Ucrania
- Macedonia del Norte - relegado al Grupo 2 en 2010
- Eslovaquia
- Sudáfrica
- Polonia

#### Grupo 2
- Argelia
- Bulgaria
- Chipre
- Dinamarca
- Egipto
- Finlandia - promocionado a Grupo 1 en 2010
- Georgia - relegado al Grupo 3 en 2010
- Hungría
- Irlanda
- Letonia - promocionado a Grupo 1 en 2010
- Lituania
- Moldavia - relegado al Grupo 3 en 2010
- Mónaco
- Montenegro - relegado al Grupo 3 en 2010
- Portugal
- Eslovenia

#### Grupo 3
- Andorra
- Bosnia y Herzegovina - promocionado a Grupo 2 en 2010
- Botsuana - relegado al Grupo 4 en 2010
- Estonia - promocionado a Grupo 2 en 2010
- Grecia
- Islandia
- Luxemburgo
- Madagascar
- Marruecos
- Namibia - relegado al Grupo 2 en 2010
- Nigeria
- Noruega - promocionado a Grupo 2 en 2010
- Ruanda - relegado al Grupo 4 en 2010
- San Marino - relegado al Grupo 4 en 2010
- Túnez
- Turquía - promocionado a Grupo 2 en 2010

#### Grupo 4
- Armenia - promocionado a Grupo 3 en 2010
- Camerún
- Costa de Marfil - promocionado a Grupo 3 en 2010
- Ghana - promocionado a Grupo 3 en 2010
- Zimbabue - promocionado a Grupo 3 en 2010